# Sunndal
Sunndal este o comună din provincia Møre og Romsdal, Norvegia. Centrul administrativ este satul Sunndalsøra. Alte sate sunt Gjøra, Grøa, Hoelsand, Jordalsgrenda, Romfo, Ålvund, Ålvundeidet și Øksendalsøra. Cu o suprafață de 1.712 kilometri pătrați, este cea mai întinsă comună din provincia Møre og Romsdal. Ocupațiile importante ale oamenilor din Sunndal sunt industria (Hydro Aluminium Sunndal fiind cel mai mare angajator), serviciile publice, comerțul cu amănuntul și agricultura.

## Istorie
Parohia din Sunndal a fost înființată la 1 ianuarie 1838. Partea de nord a comunei a fost separată în 1854 ca Øksendal. La 1 ianuarie 1960, Ålvundeid (care inițial făcea parte din Øksendal) și Øksendal au fost reatribuite comunei Sunndal. La 1 ianuarie 1965, zona Ålvund-Ålvundfjord a comunei Stangvik (cu o populație de 508 de persoane) a fost și ea transferată în Sunndal.

### Denumire
Forma veche norvegiană a numelui era Sunndalr. Primul element, sunnr, înseamnă „sud”, iar cel de-al doilea, dalr, înseamnă „vale” sau „dale”. Înainte de 1870, numele era scris Sunddalen (sau Sunndalen); în perioada 1870-1917 era scris Sundalen; din 1918 este scris Sunndal.

### Biserici
Biserica Norvegiei are patru parohii în comuna Sunndal, care fac parte din protopopiatul Indre Nordmøre din dieceza Møre.

## Geografie
Sunndal este mărginit la vest de comunele Nesset și Tingvoll, la nord de comuna Surnadal, la est de comuna Oppdal (în provincia Sør-Trøndelag) și la sud de comuna Lesja (în provincia Oppland).
În partea de sud a comunei se află Parcul Național Dovrefjell-Sunndalsfjella, care găzduiește o cantitate abundentă de muscox. În partea de nord se află zonele de protecție a peisajelor Trollheimen și Innerdalen.
Comuna este scăldată de litoralul Sunndalsfjorden și râul Driva. Există, de asemenea, numeroși munți înalți, printre care: Trolla, Storskrymten, Vinnufjellet (cu vârfurile Dronningkrona și Kongskrona), Innerdalstårnet, Såtbakkollen, Skarfjellet și Vassnebba. Cascada Vinnufossen se află lângă râul Driva.